# Nasiternella ignara
Nasiternella ignara is een tweevleugelige uit de familie Pediciidae. De soort komt voor in het Oriëntaals gebied.